# TechniSat
TechniSat Digital – niemiecka spółka elektroniczna powstała w 1987 roku, zajmująca się głównie produkcją dekoderów cyfrowych DVB-T, DVB-S oraz DVB-C. Dodatkowo spółka produkuje telewizory LCD (dawniej również CRT) oraz nawigacje GPS i radia samochodowe.

## Działalność
Główna siedziba przedsiębiorstwa znajduje się w Daun w Niemczech, natomiast główne centrum badawcze ulokowano w niemieckim Dreźnie. Zakłady produkcyjne rozlokowane są przede wszystkim na terenie Niemiec, ale także znajdują się w Polsce (Siemianice, koło Obornik Śląskich) oraz na Węgrzech (Abasár).
Przedsiębiorstwo jest także właścicielem spółki Telestar-Digital GmbH, której produkty zbliżone są do oferty spółki matki.
Do głównych odbiorców dekoderów TechniSat należą m.in.: Telefónica S.A. (Hiszpania), Kabel Deutschland (Niemcy), Vectra (Polska), INEA (Polska), Cableworld (Hiszpania)
Dekodery TechniSat mają najczęściej wbudowaną obsługę systemu dostępu warunkowego Conax lub Cryptoworks.
Rzeczą wyróżniającą telewizory LED TechniSat są wbudowane w nie podwójne dekodery do odbioru cyfrowej telewizji satelitarnej z możliwością oglądania płatnych kanałów (zintegrowany moduł).
TechniSat dystrybuuje również pakiet kanałów MTV Unlimited składający się z 5 kanałów produkowanych przez MTV, nadawanych w angielskiej wersji językowej. Usługa dostępna jest na terenie Niemiec oraz od niedawna także w Polsce. Pakiet nadawany jest za pośrednictwem satelity Astra 19,2°E w systemie kodowania Conax.
Wcześniej spółka nadawała drogą satelitarną również własny pakiet radiowy TechniRadio, oraz telewizyjny kanał autopromocyjny TechniTipp TV, jednak w październiku 2008 r. z powodu niskiej rentowności projekty zostały zawieszone.

### Produkty
Najbardziej znane produkty:
- Dekodery:
  - TechniCorder ISIO S (DVB-S2 + IP) – PVR HDD, HD (MPEG-4)
  - DIGIT ISIO S (DVB-S2 + IP) – PVR, HD (MPEG-4)
  - TechniStar S1 (DVB-S2) – PVR, HD (MPEG-4)
  - DiGYBOXX HD C+ (DVB-S2) – PVR, HD (MPEG-4)
  - CE 4HD (DVB-T) – PVR, HD (MPEG-4)
  - CE-T (DVB-T) – PVR, HD (MPEG-4)
  - DiGGYBOX T4 (DVB-T) – PVR, HD (MPEG-4)
  - Digit S2 (DVB-S)
  - DigiPal 2 (DVB-T) – MPEG-2
  - DigiCorder 2 (DVB-S) – PVR
  - DigiCorder HD S2 (DVB-S) – PVR, HD (MPEG-4)
  - SkyStar 2 (DVB-S) – PCI/USB
  - SkyStar HD2 (DVB-S) – PCI, HD (MPEG-4)
  - MF4-K (DVB-C) – MPEG-2[2]
- Telewizory:
  - TechniPLus ISIO
  - TechniVision ISIO
  - HD-Vision
  - HDTV
- Anteny:
  - SATMAN
  - TechniYagi
  - DIGITENNE
  - DigiDish
  - TechniDish

### TechniSat w Polsce
Pod koniec 2005 r. zdecydowano o produkcji dekoderów cyfrowych w Polsce w Siemianicach (pod firmą TechniSat Digital sp. z o.o.). Produkcja ruszyła 29 września 2006 r. Sukces pierwszego zakładu produkcyjnego zachęcił do otwarcia 28 czerwca 2008 r. w sąsiedztwie bliźniaczej drugiej hali, a w czerwcu 2012 r. – trzeciej hali produkcyjnej, przeznaczonej w pełni na produkcję Automotive dla grupy VW. 23 kwietnia 2009 r. w zakładach TechniSat wyprodukowano 2 mln. odbiornik (DigiPlus STR1), zakład pozwalał wtedy na produkcję do 8 tys. odbiorników na dobę. W październiku 2012 r. wyprodukowano 10 mln. odbiornik (TechniStar S1), a zakład posiada moce przerobowe pozwalające na produkcję do 12–15 tys. urządzeń na dobę.
W Polsce spółka jest znana z produkcji dekodera Digit S2 CD dla ITI Neovision, który sprzedawany jest wraz z zestawami telewizji na kartę.